# Выборы в субъектах Российской Федерации (2003)

Карта региональных выборов в 2003 году.
Губернаторские
Парламентские
Губернаторские и парламентские
Референдум
Референдум и губернаторские

В 2003 году в России прошли выборы 23 глав субъектов РФ, 14 выборов в региональные законодательные органы, референдумы в 3 субъектах, а также выборы в Государственную Думу Федерального собрания Российской Федерации четвёртого созыва.

## Главы регионов
В 2003 году были избраны губернаторы в 23 регионах страны, причём в 16 случаях действовавшие главы регионов были переизбраны на следующие сроки.

## Органы местного самоуправления

### 7 декабря

#### Кемеровская область
Выбирался глава города Кемерово. Явка составила 51,27 % от списочного состава избирателей.
| Партия | Кандидат                     | Подано голосов | Доля голосов |
| ------ | ---------------------------- | -------------- | ------------ |
| --     | Михайлов Владимир Васильевич | 111 451        | 57,46 %      |
| --     | Ачкасова Алина Александровна | 35 382         | 18,24 %      |
| --     | Фрицлер Фёдор Александрович  | 12 812         | 6,61 %       |
| --     | Против всех                  | 30 283         | 15,61 %      |
| --     | Недействительных бюллетеней  | 4 036          | 2,08 %       |

#### Смоленская область
Выбирался глава г. Смоленск. Явка составила 52,26 % от списочного состава избирателей.
| Партия | Кандидат                      | Подано голосов | Доля голосов |
| ------ | ----------------------------- | -------------- | ------------ |
| --     | Халецкий Владислав Николаевич | 48 143         | 33,24 %      |
| --     | Прохоров Александр Дмитриевич | 23 715         | 16,37 %      |
| --     | Лебедев Сергей Александрович  | 21 040         | 14,53 %      |
| --     | Коржова Светлана Михайловна   | 12 235         | 8,45 %       |
| --     | Марченков Иван Иванович       | 4 825          | 3,33 %       |
| --     | Шевцов Геннадий Лукич         | 2 217          | 1,53 %       |
| --     | Фрицлер Фёдор Александрович   | 1 952          | 1,35 %       |
| --     | Против всех                   | 27 015         | 18,65 %      |
| --     | Недействительных бюллетеней   | 3 697          | 2,55 %       |

#### Ярославская область
Выбирался мэр г. Ярославль. Явка составила 58,37 % от списочного состава избирателей.
| Партия | Кандидат                       | Подано голосов | Доля голосов |
| ------ | ------------------------------ | -------------- | ------------ |
| --     | Волончунас Виктор Владимирович | 207 365        | 72,00 %      |
| --     | Блатов Вячеслав Юрьевич        | 48 614         | 16,88 %      |
| --     | Балабаев Сергей Анатольевич    | 5 346          | 1,86 %       |
| --     | Симон Александр Александрович  | 4 280          | 1,49 %       |
| --     | Против всех                    | 18 212         | 6,32 %       |
| --     | Недействительных бюллетеней    | 4 181          | 1,45 %       |

#### Чукотский автономный округ
Выбирался глава муниципального образования «Город Анадырь». Явка составила 54,31 % от списочного состава избирателей.
| Партия | Кандидат                     | Подано голосов | Доля голосов |
| ------ | ---------------------------- | -------------- | ------------ |
| --     | Щегольков Андрей Геннадьевич | 3 593          | 74,78 %      |
| --     | Горин Валерий Петрович       | 314            | 6,53 %       |
| --     | Терешкин Леонид Иванович     | 114            | 2,37 %       |
| --     | Против всех                  | 711            | 14,80 %      |
| --     | Недействительных бюллетеней  | 73             | 1,52 %       |

## Законодательные собрания субъектов федерации

### 2 марта
- Государственный совет Республики Коми

### 16 марта
- Государственное собрание Республики Башкортостан
- Народное собрание Республики Дагестан

### 30 марта
- Законодательное собрание Ростовской области

### 6 апреля
- Государственный совет Удмуртской Республики

### 20 апреля
- Совет народных депутатов Кемеровской области

### 11 мая
- Парламент Республики Северная Осетия — Алания

### 7 декабря

#### Республика Ингушетия
Избирались все 34 депутата третьего созыва Народного Собрания Республики Ингушетия: 17 по пропорциональной системе по партийным спискам и 17 в одном одномандатном округе, одном двухмандатном, двух трехмандатных и двух четырёхмандатных. Явка составила 55,73 % от списочного состава избирателей.
|                             | Партия                                   | Подано голосов | Доля голосов | Мандатов | В округах | Всего мандатов |
| --------------------------- | ---------------------------------------- | -------------- | ------------ | -------- | --------- | -------------- |
|                             | Самовыдвижение                           | -              | -            | -        | 14        | 14             |
|                             | «Единство» и «Отечество» — Единая Россия | 31 775         | 36,31 %      | 7        | -         | 7              |
|                             | Российская партия мира                   | 16 711         | 19,09 %      | 3        | -         | 3              |
|                             | Российская партия жизни                  | 15 736         | 17,98 %      | 3        | 2         | 5              |
|                             | Яблоко                                   | 66 857         | 10,86 %      | 2        | 1         | 3              |
|                             | Народная партия Российской Федерации     | 7 303          | 8,34 %       | 2        | -         | 2              |
| Заградительный барьер — 5 % |                                          |                |              |          |           |                |
|                             | Против всех                              | 3 489          | 3,99 %       | -        | -         | -              |
|                             | Недействительные бюллетени               | 3 001          | 3,43 %       | -        | -         | -              |

#### Кабардино-Балкарская Республика
Избирались все 110 депутатов третьего созыва Парламента Кабардино-Балкарской Республики: 55 по пропорциональной системе и 55 по одномандатным округам. Явка составила 75,39 % от списочного состава избирателей.
|                             | Партия                                   | Подано голосов | Доля голосов | Мандатов | В округах | Всего мандатов |
| --------------------------- | ---------------------------------------- | -------------- | ------------ | -------- | --------- | -------------- |
|                             | «Единство» и «Отечество» — Единая Россия | 272 250        | 71,42 %      | 44       | 38        | 82             |
|                             | Самовыдвижение                           | -              | -            | -        | 14        | 14             |
|                             | КПРФ                                     | 33 137         | 8,69 %       | 6        | 1         | 7              |
|                             | Аграрная партия России                   | 32 639         | 8,56 %       | 5        | -         | 5              |
| Заградительный барьер — 5 % |                                          |                |              |          |           |                |
|                             | Союз правых сил                          | 7 679          | 2,01 %       | -        | -         | -              |
|                             | Российская партия жизни                  | 7 228          | 1,90 %       | -        | 1         | 1              |
|                             | Партия Возрождения России                | 6 022          | 1,58 %       | -        | -         | -              |
|                             | Против всех                              | 16 756         | 4,40 %       | -        | -         | -              |
|                             | Недействительные бюллетени               | 5 501          | 1,44 %       | -        | -         | -              |

#### Республика Калмыкия
Избирались все 27 депутатов третьего созыва Народного Хурала Калмыкии: 15 по пропорциональной системе в едином республиканском округе и 12 в трёх четырёхмандатных округах. Явка составила 61,90 % от списочного состава избирателей.
|                              | Партия                                    | Подано голосов | Доля голосов | Мандатов | В округах | Всего мандатов |
| ---------------------------- | ----------------------------------------- | -------------- | ------------ | -------- | --------- | -------------- |
|                              | «Единство» и «Отечество» — Единая Россия  | 53 427         | 41,74 %      | 12       | 8         | 20             |
|                              | Самовыдвижение                            | -              | -            | -        | 4         | 4              |
|                              | КПРФ                                      | 13 419         | 10,48 %      | 3        | -         | 3              |
| Заградительный барьер — 10 % |                                           |                |              |          |           |                |
|                              | Союз правых сил                           | 9 920          | 7,75 %       | -        | -         | -              |
|                              | Российская партия мира                    | 9 160          | 7,16 %       | -        | -         | -              |
|                              | Яблоко                                    | 6 368          | 4,98 %       | -        | -         | -              |
|                              | ЛДПР                                      | 5 071          | 3,96 %       | -        | -         | -              |
|                              | Аграрная партия России                    | 5 068          | 3,96 %       | -        | -         | -              |
|                              | Российская экологическая партия «Зелёные» | 3 212          | 2,51 %       | -        | -         | -              |
|                              | Партия социальной справедливости          | 2 448          | 1,91 %       | -        | -         | -              |
|                              | Партия возрождения России                 | 1 233          | 0,96 %       | -        | -         | -              |
|                              | Против всех                               | 9 878          | 7,72 %       | -        | -         | -              |
|                              | Недействительные бюллетени                | 8 784          | 6,87 %       | -        | -         | -              |

#### Республика Мордовия
Избирались все 48 депутатов третьего созыва Государственного собрания Республики Мордовия: 24 — по пропорциональной системе в едином республиканском округе и 24 по одномандатным округам. Явка составила 82,49 % от списочного состава избирателей.
|                             | Партия                     | Подано голосов | Доля голосов | Мандатов | В округах | Всего мандатов |
| --------------------------- | -------------------------- | -------------- | ------------ | -------- | --------- | -------------- |
|                             | Единая Россия              | 412 274        | 76,23 %      | 21       | 22        | 43             |
|                             | КПРФ                       | 51 715         | 9,56 %       | 3        | -         | 3              |
|                             | Самовыдвижение             | -              | -            | -        | 1         | 1              |
| Заградительный барьер — 5 % |                            |                |              |          |           |                |
|                             | Союз правых сил            | 25 963         | 4,80 %       | -        | -         | -              |
|                             | Российская партия Жизни    | 10 440         | 1,93 %       | -        | -         | -              |
|                             | Против всех                | 29 853         | 5,52 %       | -        | -         | -              |
|                             | Недействительные бюллетени | 10 550         | 1,95 %       | -        | -         | -              |

#### Волгоградская область
Избирались все 38 депутатов Волгоградской областной Думы: 22 по пропорциональной системе и 16 по одномандатным округам. Явка составила 50,68 % от списочного состава избирателей.
|                             | Партия                     | Подано голосов | Доля голосов | Мандатов | В округах | Всего мандатов |
| --------------------------- | -------------------------- | -------------- | ------------ | -------- | --------- | -------------- |
|                             | Единая Россия              | 374 413        | 36,39 %      | 11       | 1         | 12             |
|                             | КПРФ                       | 263 636        | 25,83 %      | 7        | 6         | 13             |
|                             | Самовыдвижение             | -              | -            | -        | 9         | 9              |
|                             | ЛДПР                       | 127 644        | 12,51 %      | 4        | -         | 4              |
| Заградительный барьер — 7 % |                            |                |              |          |           |                |
|                             | Яблоко                     | 54 491         | 5,34 %       | -        | -         | -              |
|                             | Союз правых сил            | 48 736         | 4,78 %       | -        | -         | -              |
|                             | Партия возрождения России  | 34 676         | 3,40 %       | -        | -         | -              |
|                             | Против всех                | 94 899         | 9.30 %       | -        | -         | -              |
|                             | Недействительные бюллетени | 22 056         | 2.16 %       | -        | -         | -              |

#### Вологодская область
В порядке ротации избирались 17 депутатов (половина состава) шестого созыва Законодательного собрания Вологодской области по пропорциональной системе. Явка составила 56,13 % от списочного состава избирателей.
|                             | Партия                                   | Подано голосов | Доля голосов | Мандатов |
| --------------------------- | ---------------------------------------- | -------------- | ------------ | -------- |
|                             | «Единство» и «Отечество» — Единая Россия | 216 596        | 38,79 %      | 9        |
|                             | Аграрная партия России                   | 88 695         | 15,88 %      | 3        |
|                             | КПРФ                                     | 66 132         | 11,84 %      | 3        |
|                             | ЛДПР                                     | 57 030         | 10,21 %      | 2        |
| Заградительный барьер — 8 % |                                          |                |              |          |
|                             | Союз правых сил                          | 31 278         | 5,60 %       | -        |
|                             | Партия возрождения России                | 24 509         | 4,39 %       | -        |
|                             | Против всех                              | 61 997         | 11,10 %      | -        |
|                             | Недействительные бюллетени               | 12 121         | 2,17 %       | -        |

#### Ульяновская область
Избирались все 30 депутатов третьего созыва Законодательного собрания Ульяновской области: 15 по пропорциональной системе и 15 по одномандатным округам.
Явка составила 54,80 % от списочного состава избирателей. По одномандатным округам не были избраны 6 депутатов.
|                             | Партия | Подано голосов | Доля голосов | Мандатов | В округах | Всего мандатов |
| --------------------------- | --- | -------------- | ------------ | -------- | --------- | -------------- |
|                             | Единая Россия                                                                                             | 164 260        | 27,32 %      | 6        | 5         | 11             |
|                             | Самовыдвижение                                                                                            | -              | -            | -        | 4         | 4              |
|                             | Блок «Народ за Фролыча» («Народный союз», Общероссийское движение матерей «За социальную справедливость») | 71 113         | 11,83 %      | 3        | -         | 3              |
|                             | КПРФ | 67 638         | 11,25 %      | 3        | -         | 3              |
|                             | ЛДПР | 66 857         | 11,12 %      | 3        | -         | 3              |
| Заградительный барьер — 5 % | |                |              |          |           |                |
|                             | Аграрная партия России                                                                                    | 28 448         | 4,73 %       | -        | -         | -              |
|                             | Яблоко | 27 687         | 4,61 %       | -        | -         | -              |
|                             | Блок «Коммунисты» (Партия мира и единства, РКРП-РПК)                                                      | 26 413         | 4,39 %       | -        | -         | -              |
|                             | Блок «Ульяновцы» (движение «Инженерный прогресс России», «Зелёные»)                                       | 25 818         | 4,29 %       | -        | -         | -              |
|                             | Народная партия Российской Федерации                                                                      | 16 318         | 2,71 %       | -        | -         | -              |
|                             | Союз правых сил                                                                                           | 13 067         | 2,17 %       | -        | -         | -              |
|                             | Против всех                                                                                               | 79 936         | 12,80 %      | -        | -         | -              |
|                             | Недействительные бюллетени                                                                                | 16 660         | 2,77 %       | -        | -         | -              |